# Prêmio Contrepoint
O Prémio Contrepoint é um prémio literário criado em 1971 por um painel de jovens romancistas e jornalistas. Recompensa em cada ano um ou uma romancista de expressão francesa. 

## Lista dos laureados
- 2018 - Em memória e por respeito ao jurado recentemente desaparecido (2017), Gonzague Saint Bris, o Júri decidiu não conceder o Prémio Contrepoint 2018.
- 2017 - Isabelle Spaak por Ça ne se fait pas et Une allure folle (Éditions des Équateurs)
- 2016 — Alessia Valli por La Nostalgie du Crépuscule (Michalon Editeur)
- 2015 — Em homenagem e respeito ao [[Prémio Nobel de Literatura|Prémio Nobel de Literatura de 2015, concedido a um dos seus membros fundadores, Patrick Modiano, o júri decidiu não atribuir o Prémio Contrepoint de 2015.
- 2014 — Mathilde Janin por Riviera (Éditions Actes Sud)
- 2013 — Nathalie Rheims por Laisser les cendres s'envoler (Éditions Léo Scheer)
- 2012 — Anne Plantagenet por Nation Pigalle (Éditions Stock)
- 2011 — Capucine Motte por La vraie vie des jolies filles (Éditions J.C. Lattès)
- 2010 — Valérie de Changy por Fils de Rabelais (Aden, diff. Les Belles Lettres)
- 2008 — Alessandra Fra por Un suicide (L'Harmattan)[1]
- 2007 — Géraldine Millet por Presque Top Model (Flammarion)
- 2006 — Emmanuelle Heidsieck por Notre Aimable Clientèle (Denoël)
- 2005 — Constance Debré por Un peu là beaucoup ailleurs (éditions du Rocher)
- 2004 — Bénédicte Martin por Warm up (Flammarion)
- 2003 — Émile Frèche por Une femme normale (Ramsey)
- 2002 — Anne-Sophie Brasme por Respire (Fayard)
- 1997 — Jacques-Pierre Amette por Les deux léopards (Seuil)
- 1996 — Justine Lévy por Le Rendez-vous (Plon)
- 1994 — Louise-Anne Bouchard por La fureur (L'Age d'Homme)
- 1983 — Catherine David por L'océan miniature (Seuil)
- 1982 — Gérard Pussey por L'amour tombé du lit (Denoël)
- 1981 — Nancy Huston por Les variations Goldberg (Seuil)
- 1980 — Jérôme Hesse por Surprenante Histoire d'un jeune homme de bonne famille (Grasset)
- 1975 — Jack-Alain Léger por Un ciel si fragile